# Monteils (Tarn y Garona)
 Monteils  es una población y comuna francesa, en la región de Mediodía-Pirineos, departamento de Tarn y Garona, en el distrito de Montauban y cantón de Caussade.

## Demografía
| 433 | 478 | 647 | 788 | 999 | 1075 |
| Para los censos de 1962 a 1999 la población legal corresponde a la población sin duplicidades (Fuente: INSEE [Consultar]) |     |     |     |     |      |